# Grünschwanz-Glanzkehlchen
Das Grünschwanz-Glanzkehlchen oder Grünschwanz-Goldkehlchen (Polytmus theresiae; Syn.:  Ornismya theresiae) ist eine Vogelart aus der Familie der Kolibris (Trochilidae). Die Art hat ein großes Verbreitungsgebiet, das Teile der südamerikanischen Länder Brasilien, Guyanas, Venezuela, Kolumbien, Peru und Bolivien umfasst. Der Bestand wird von der IUCN als „nicht gefährdet“ (least concern) eingeschätzt.

## Merkmale
Das Grünschwanz-Glanzkehlchen erreicht bei einem Gewicht von 3 g eine Körperlänge von 9,9 cm, wobei der Schwanz 3,2 cm und der Schnabelrücken 1,95 cm ausmachen. Die Flügel sind 5,9 cm lang. Die Oberseite glänzt bronzegrün, die Unterseite grasgrün. Die Schwanzoberseite und die Unterschwanzdecken glänzen goldgrün. Die mittleren Steuerfedern zieren oft blaue Spitzen. Die Schwanzunterseite ist stark smaragdgrün glänzend. Die Flügel sind schwärzlich purpurn. Der Oberschnabel ist schwarz, der Unterschnabel fleischfarben mit dunkler Spitze. Die Füße sind braun. Die Weibchen unterscheiden sich von den Männchen nur durch weiße Säume an den Federn der Unterseite.

## Verhalten
Das Grünschwanz-Glanzkehlchen ist ein Einzelgänger. Als sogenannte Trapliner fliegen beide Geschlechter regelmäßig in rascher Folge ganz bestimmte verstreute Blüten an. Dabei verbringen sie viel Zeit damit, kleine Insekten zu jagen bzw. aufzusammeln.

## Fortpflanzung
Die Nester sind ca. 42 mm hoch. Der Außenradius beträgt ca. 37 mm, der Innenradius ca. 32 mm. Die ca. 0,54 bis 0,58 g schweren Eier sind ca. 15 × 9,1 mm groß. Die Brutdauer beträgt 14 Tage und die Jungvögel sind nach dem Schlüpfen 28 Tage lang Nesthocker. Die Brutzeit ist der Zeitraum von November bis März.

## Lautäußerungen
Der Ruf des Grünschwanz-Glanzkehlchens, den es meist von der Spitze eines Busches aus ruft, klingt wie eine sich verlangsamende, absteigende Serie dünner, nasaler Töne, die sich wie didididii, dii, deh, deh anhört.

## Verbreitung und Lebensraum

Verbreitungsgebiet des Grünschwanz-Glanzkehlchens

In Peru sind Grünschwanz-Glanzkehlchen im Westen der Region Loreto bei Jeberos und dem Santuario Nacional Pampas del Heath im äußersten Südosten der Region Madre de Dios in offenem Grasland mit vereinzeltem Gestrüpp zu finden. Die Nominatform kommt in Brasilien in den Bundesstaaten Pará, Amazonas, Roraima und Amapá vor, die Unterart im Nordwesten des Landes. In Venezuela kommen Grünschwanz-Glanzkehlchen in Höhen bis 300 Meter vor. Hier sind sie im Nordwesten des Bundesstaates Amazonas bis an den Berg Duida und an die Stadt Río Negro verbreitet. Die Sichtungen der Nominatform sind bisher nur von der Isla Cocuica im Caño Macareo bekannt. Der Lebensraum besteht hier aus buschigen Waldrändern, sandigen Waldgürteln und trockenen Savannen. Anders als das Bronzerücken-Glanzkehlchen scheinen Grünschwanz-Glanzkehlchen nicht von Wasserquellen angezogen zu sein.

## Unterarten
Bisher sind 2 Unterarten bekannt:
- Polytmus theresiae theresiae (Da Silva Maia, 1843)[5] – Die Nominatform kommt in den Guyanas und im nördlichen Zentralbrasilien vor.
- Polytmus theresiae leucorrhous Sclater, PL & Salvin, 1867[6] – Diese Unterart kommt im Osten Kolumbiens und dem südlichen Venezuela über den Nordosten Perus und den Nordwesten Boliviens vor. Im Unterschied zur Nominatform sind die Unterschwanzdecken rein weiß.[1]

## Etymologie und Forschungsgeschichte
Emílio Joaquim da Silva Maia beschrieb das Grünschwanz-Glanzkehlchen unter dem Namen Ornismya theresiae. Das Typusexemplar hatte er vom Richter Rodrigo de Sousa da Silva Pontes erhalten. 1760 führte Mathurin-Jacques Brisson die Gattung Polytmus ein, der er das Bronzerücken-Glanzkehlchen (Polytmus guainumbi (Pallas, 1764)) zuordnete. Polytmus leitet sich vom griechischen πολύτιμος polýtimos für „sehr kostbar, wertvoll“ ab. Dieses setzt sich wiederum aus πολῠ́ς polýs für „viel“ und τῑμή tīmḗ für „Wert, Hochschätzung“ zusammen. Der Artname ist Teresa Maria Cristina von Neapel-Sizilien gewidmet. Leucorrhous setzt sich aus den griechischen Wörtern λευκός leukós für „weiß“ und ὄρρος órrhos für „Bürzel, Steiß“ zusammen.